# Station de lavage

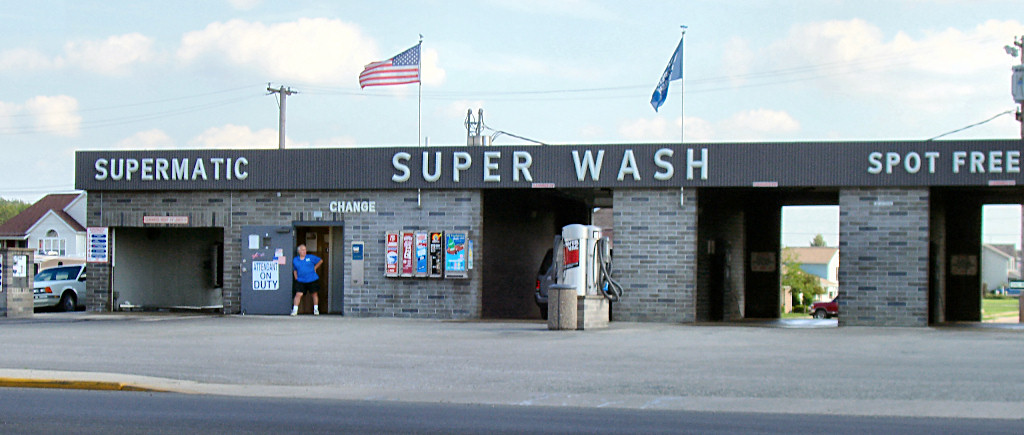
Station de lavage automobile à Bremen (Indiana).

Une station de lavage, également appelée, pour les véhicules automobiles, lave-auto ou car wash, est une infrastructure destinée à laver un véhicule.

## Description
Si certains sont semi-automatiques et donc laissent au client la libre utilisation du matériel mis à leur disposition (jet haute-pression, brosses, etc.), d'autres sont intégralement automatiques, sous forme d'une machine à rouleaux sous laquelle est placée l'automobile. Pour les véhicules routiers, beaucoup de ces machines sont intégrées à des stations-service.

## Station de lavage pour voitures
Le client a le choix entre un traitement automatisé du lavage ou manuel, qu'il fait lui-même.

### Lavage manuel

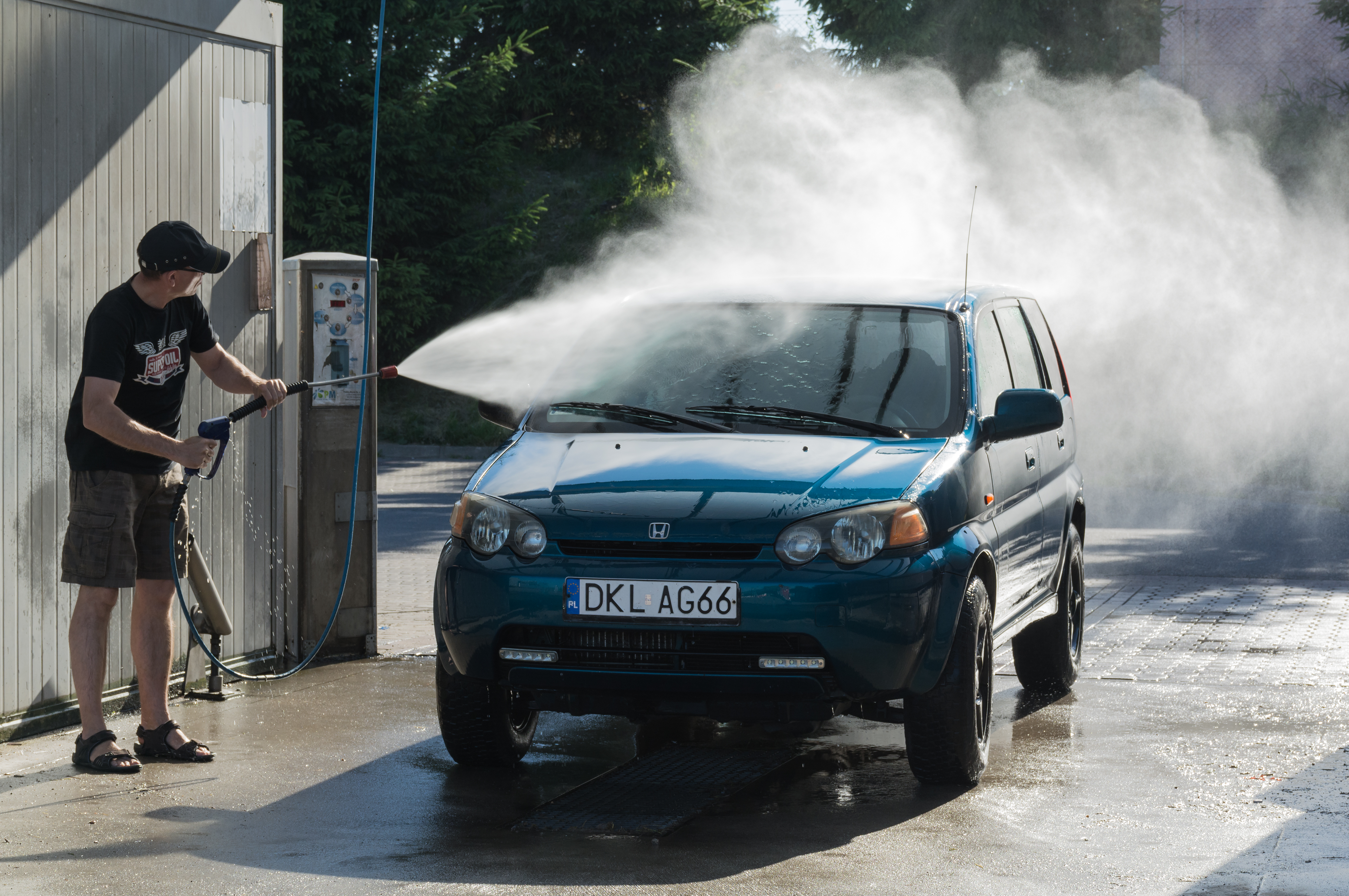
Lavage manuel avec programmes semi-automatisés, tableau de sélection visible sur la droite du laveur

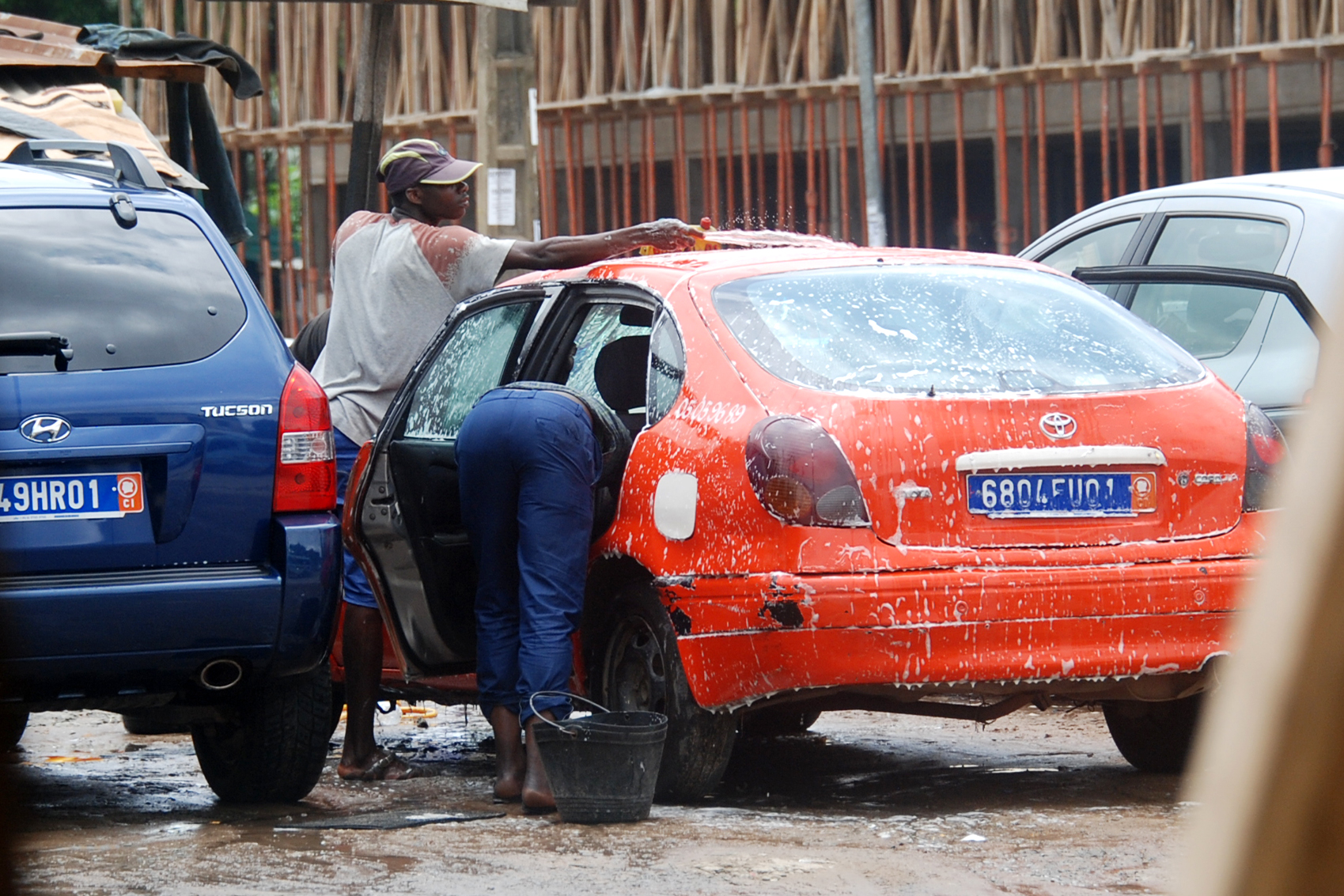
Dans un lave-auto à Abidjan, Côte d'Ivoire.

Le lavage manuel en station de lavage met en jeu actuellement des programmes de lavages minutés, avec ou non l'adjonction d'additifs à l'eau. Le lavage se fait de haut en bas. Il convient d'observer une distance de sécurité entre le nettoyeur haute-pression et la carrosserie, généralement entre 20 et 50 cm, afin de ne pas endommager la carrosserie, car cela pourrait créer des micros lésions, surtout si la peinture est déjà écaillée.
Le prélavage consiste à simplement asperger le véhicule d'eau, additionnée ou pas d'additif savonneux.
Le lavage en lui-même se fait au nettoyeur haute-pression, précédé ou non de mousse.
Il peut alors avoir à disposition une brosse avec un jet d'eau chaude basse pression incorporé qui lui permet d'attaquer la salissure persistante. L'agencement de la brosse lui permet la plupart du temps de procéder au tour complet de son véhicule. Elle permet ou pas la diffusion d'un additif savonneux.
Un programme spécial jantes permettant de dissoudre le noir de freinage à l'aide d'un produit spécial, jaillissant du même nettoyeur haute-pression que pour le lavage ou d'un jet différent, est souvent disponible, qu'il convient de laisser agir durant quelques minutes, puis rincer. Il est généralement interdit d'utiliser la brosse de lavage pour nettoyer les jantes.
Un pré-rinçage permet ensuite d'enlever les traces de mousse savonneuse.
Le lavage se termine par un programme optionnel d'épandage de cire qui, en comblant la micro-porosité de la carrosserie, permet à la saleté de ne plus adhérer. Après cette application, un rinçage à l'eau déminéralisée est indispensable.
Le rinçage final peut se faire à l'aide d'un programme diffusant de la l'eau déminéralisée, ne laissant pas de traces sur la carrosserie et la laissant sécher d'elle-même, l'essuyage étant alors superflu.
Le lavage du bloc moteur permet de se présenter au contrôle technique du véhicule, il requiert parfois que l'installation soit équipée d'un système de traitement des eaux usées. Pour le contrôle technique, il convient également de laver le châssis du véhicule, qui ne peut se faire qu'à l'aide d'un élévateur.
Le lavage du toit d'un camping-car se fait au moyen d'une plate-forme adaptée surélevée.
De l'eau chaude peut être disponible mais pas obligatoirement.
Des aspirateurs pour l'habitacle sont généralement mis à disposition sur le site.

### Lavage automatisé

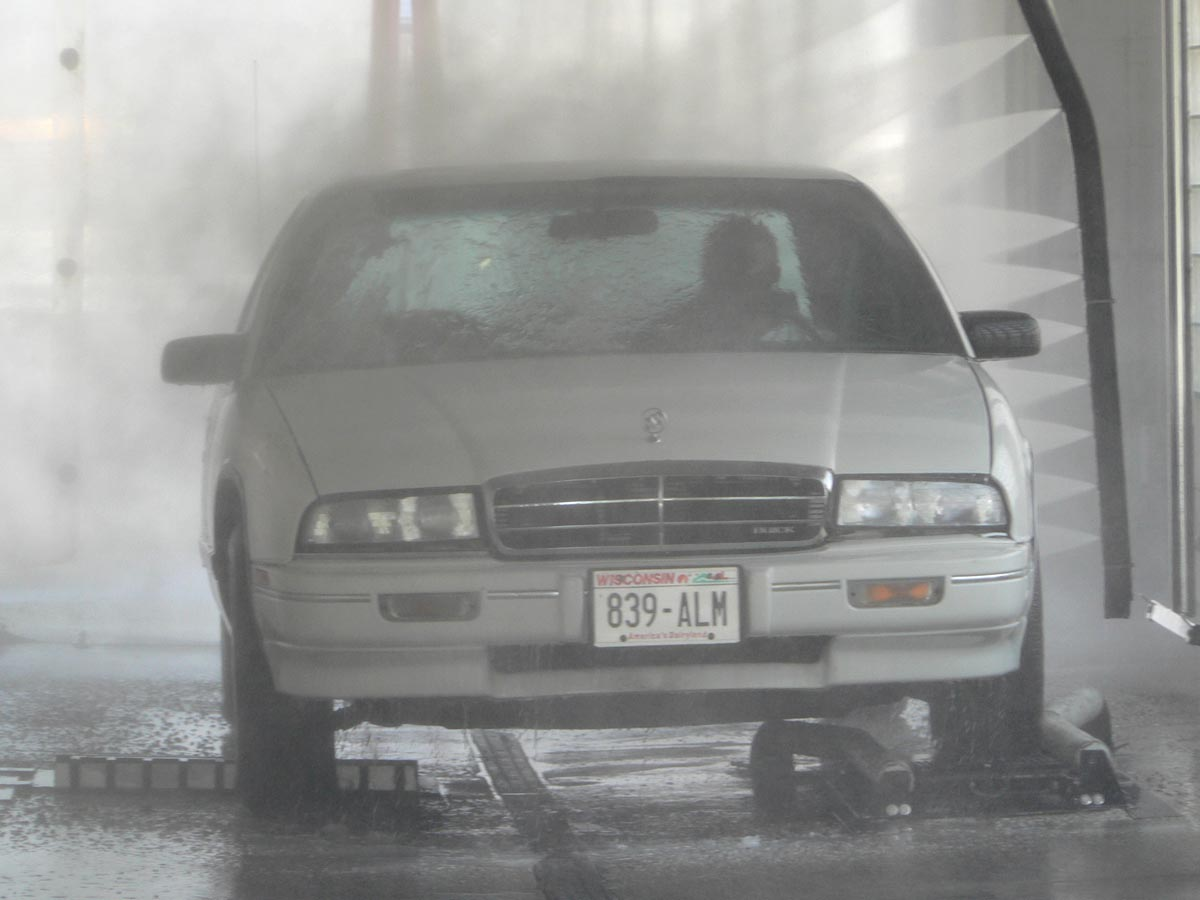
Voiture sous un lave-auto automatique.

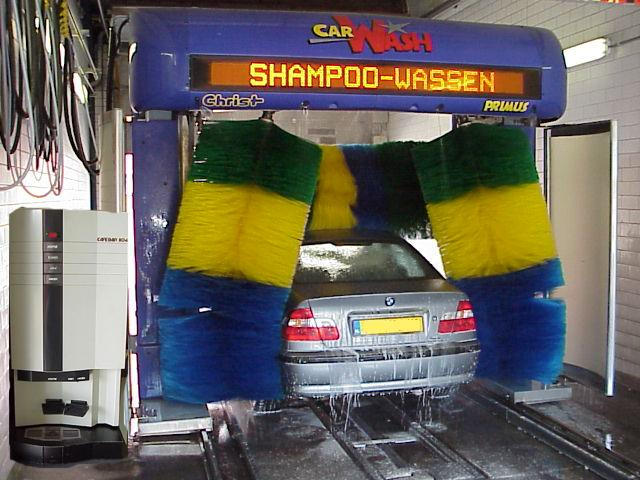
Passage au rouleau

Il existe différentes façons de laver votre véhicule, du bricolage au lavage complet. Mais un moyen de plus en plus populaire est le Drive Thru Car Wash, également connu sous le nom de Automatic Car Wash, où vous n'avez pas à quitter votre véhicule et pouvez à la place regarder votre voiture se laver de l'intérieur. Pour beaucoup de gens, cela peut sembler une option intéressante, pour d'autres, cela peut sembler inutile. Mais en vérité, les lave-autos au volant deviennent de plus en plus populaires chaque jour et il y a plusieurs raisons à cela, y compris, mais sans s'y limiter, la commodité, le gain de temps, le respect de l'environnement et un service de haute qualité.

### Lavage professionnel
Le nettoyage professionnel du véhicule, non-automatisé, est intérieur et extérieur. En intérieur, il comprend une aspiration de l'habitacle, un nettoyage du montant des portes et vitres et un traitement des plastiques, une désinfection antibactérienne de l'habitacle, une hygiénisation de la ventilation, un traitement des vinyls et des cuirs, le passage d'une brosse vapeur et un shampoing des sièges et moquettes. En extérieur, en plus des éléments déjà cités, on peut citer un dégoudronnage, un gommage des taches de rouilles et un passage de cire lustrante avec polissage, un enlèvement des autocollants, un traitement hydrophobe et un traitement longue durée aux nanotechnologies dérivées de la céramique.

### Collecte de fonds

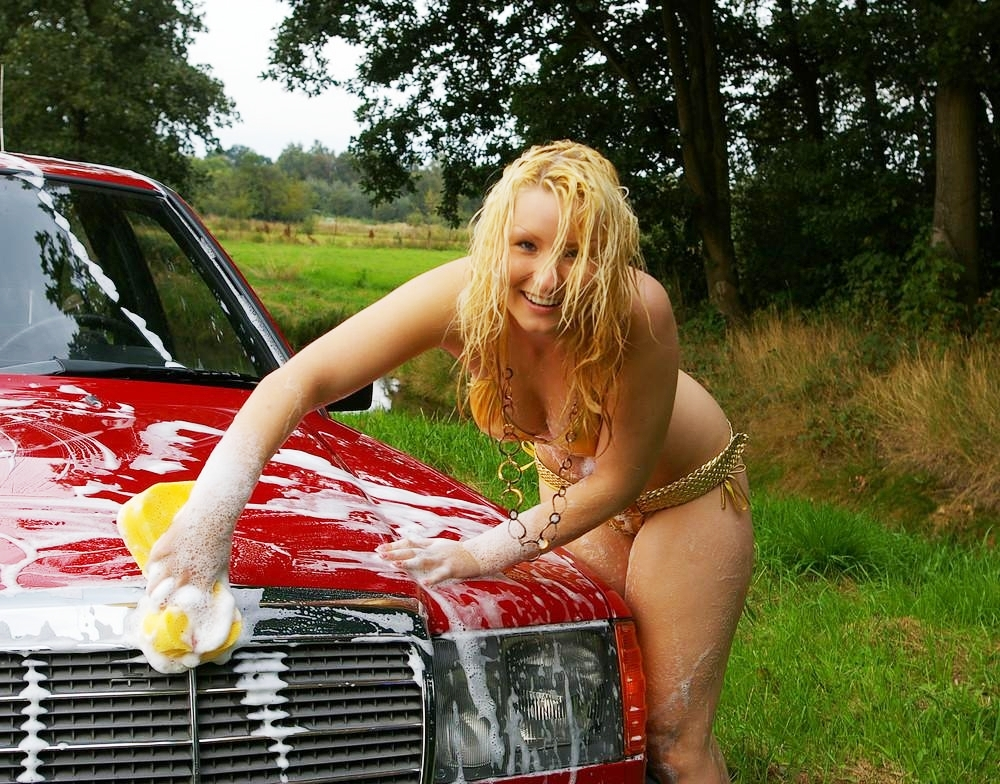
Lavage de voiture en bikini pour de la collecte de fonds

Le lavage de voiture en bikini est utilisé pour la collecte de fonds, souvent à but caritatif.

## Galerie d'images

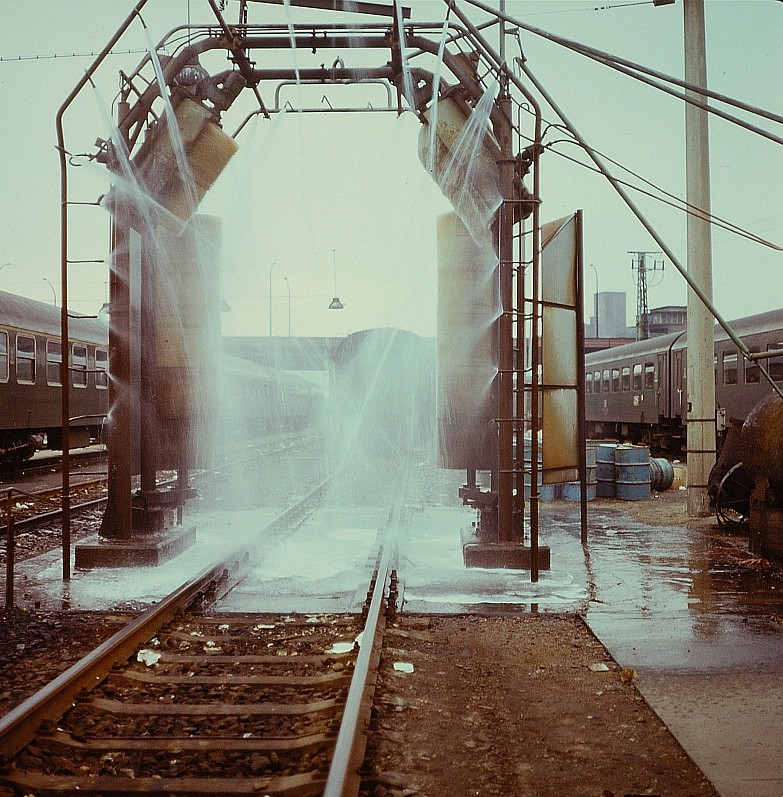
Exemple de station de lavage ferroviaire, Dresde, 1975